# Lucas Paquetá
Lucas Tolentino Coella de Lima, plus connu sous le nom de Lucas Paquetá, né le 27 août 1997 à Rio de Janeiro (Brésil), est un footballeur international brésilien, qui évolue actuellement au poste de milieu de terrain à West Ham United.

## Biographie

### Jeunesse et formation
Lucas Paquetá rejoint le CR Flamengo en 2007 à l'âge de dix ans. À quinze ans, il est déjà reconnu pour sa technique dans son jeu, mais il n'a pas le même biotype que les autres joueurs de son équipe (1,52 m).
Il grandit de 27 cm avant l'âge de 18 ans. En junior, il remporte la Coupe de la jeunesse de São Paulo, la plus grande compétition junior du Brésil. Aux côtés de d'autres joueurs comme Léo Duarte, Felipe Vizeu et de Ronaldo[Lequel ?], Lucas intègre l'équipe première du CR Flamengo après la compétition, en mars 2016. Son contrat s'étend jusqu'en 2020.

### Révélation au CR Flamengo (2016-2019)
Le 5 mars 2016, Lucas joue son premier match avec Flamengo face au Bangu AC dans le cadre du Championnat de Rio de Janeiro 2016, après avoir remplacé Ederson à la 68e minute de jeu. Le jeune joueur reçoit un carton jaune à la 83e minute de jeu (victoire 3-1 au Stade Raulino de Oliveira).
Près d'un an après son premier match, Paquetá marque son premier but professionnel le 19 février 2017 en championnat de Rio de Janeiro face au Madureira EC à la 80e minute de jeu (victoire 4-0 à Volta Redonda).

Le 8 septembre 2017, Lucas marque son premier but en Coupe du Brésil lors de la finale aller de l'édition 2017 face au Cruzeiro EC à la 76e minute de jeu (match nul 1-1 au Stade Maracanã). Lors du match retour, Flamengo s'incline 5-3 aux tirs au but. En Copa Sudamericana 2017, le CR Flamengo atteint la finale où ils sont opposés au club argentin du CA Independiente. Lors du match aller se jouant à Avellaneda le 7 décembre 2017, son équipe s'incline 2-1. Au match retour, le 14 décembre 2017, Lucas Paquetá inscrit un but à la 29e minute de jeu qui s’avérera insuffisant (1-1). Avec Juan, il est considéré par les fans le meilleur joueur du club durant la saison 2017.

### Confirmation en Europe
Convoité par plusieurs clubs européens, dont le Paris Saint-Germain, le jeune milieu brésilien de Flamengo Lucas Paqueta (21 ans, deux sélections) s'engage avec l'AC Milan. Le transfert s'élève à 35 millions d'euros (hors bonus) et il rejoint le club lombard en janvier 2019, à l'issue du championnat brésilien 2018. Le 3 janvier 2019, il signe un contrat de trois ans et demi. Lors de sa première demi-saison, il marque un but et délivre une passe décisive en treize matchs.
Le 30 septembre 2020, il est transféré à l'Olympique lyonnais pour une valeur de 20 millions d'euros auquel pourrait s'ajouter un intéressement de 15 % sur une éventuelle plus-value future. Il signe un contrat de cinq ans jusqu'en juin 2025,. Il fait ses débuts sous ses nouvelles couleurs le dimanche 18 octobre 2020 au cours de la septième journée de Ligue 1 2020-2021 contre Strasbourg. Il inscrit son premier but sous les couleurs lyonnaises le 23 décembre 2020 contre le FC Nantes. Le milieu de terrain s'impose petit à petit comme un joueur-clef de l'effectif des Gones. Après un doublé lors de la 37e journée de Ligue 1 lors de la victoire des siens 5-2 contre le Nîmes Olympique, il atteint la barre des dix réalisations toutes compétitions confondues (neuf buts en Ligue 1, un en Coupe de France) pour la seconde fois de sa carrière.
Paquetá fait sa rentrée 2021 contre Brest lors de la première journée de Ligue 1, tout juste rentré de la Copa América. Il entre en jeu et est décisif en étant impliqué sur le but de Slimani. Paquetá marque son premier but de la saison contre Clermont-Ferrand après un enchaînement de une-deux lors de la troisième journée (3-3). Il réalise un nouveau match de qualité grâce à son aisance technique contre Strasbourg en marquant un but lors d'une victoire. Il enchaîne contre Paris SG où sa performance est remarquée en Europe. Son but, sa capacité de récupération et ses dribbles le placent parmi les meilleurs joueurs du début de saison du championnat français malgré la difficulté à avoir des victoires pour l'OL. Il marque trois buts en autant de matchs. Le dernier contre Troyes le voit aussi recevoir un carton jaune causé par un geste trop violent selon l'arbitre. Il est notamment soutenu par son ami Neymar. Lors du début de saison en Ligue Europa, sa première campagne européenne, Lyon remporte tous les matchs de la phase aller. Paquetá est presque toujours titulaire lors de ces matchs quoique l'entraîneur Peter Bosz procède à des roulements de l'effectif. Il offre une passe décisive contre Brøndby pour le Camerounais Karl Toko-Ekambi. Arrivé en retard à la causerie du troisième match contre le Sparta Prague, il débute sur le banc. Sa rentrée au début de la seconde mi-temps, alors que son équipe est menée 2-1, change le cours du match. Aux côtés de Houssem Aouar et Toko-Ekambi, autres buteurs, il renverse la rencontre et assure la victoire de son équipe. Entré en jeu la veille avec l'équipe du Brésil, Paquetá enchaîne avec l'OL contre Monaco le lendemain. Il rentre au milieu de la seconde période alors que le score est de parité. Le Brésilien est à l'origine des deux buts lyonnais et sa performance est encore une fois remarquée, faisant les unes de journaux. Les groupes de supporters lui offrent un chant en son nom.
Le 29 août 2022, il annonce son départ de l'Olympique lyonnais. Le même jour, le club de West Ham United annonce l'arrivée de Lucas Paquetá.

### West Ham United
Le 29 août 2022, Lucas Paquetá signe un contrat de 5 ans avec le club londonien de West Ham dont le montant du transfert s'élève à 61,6 millions d'euros, devenant ainsi la 2e plus grosse vente de l'histoire de l'Olympique lyonnais.

### Carrière en sélection

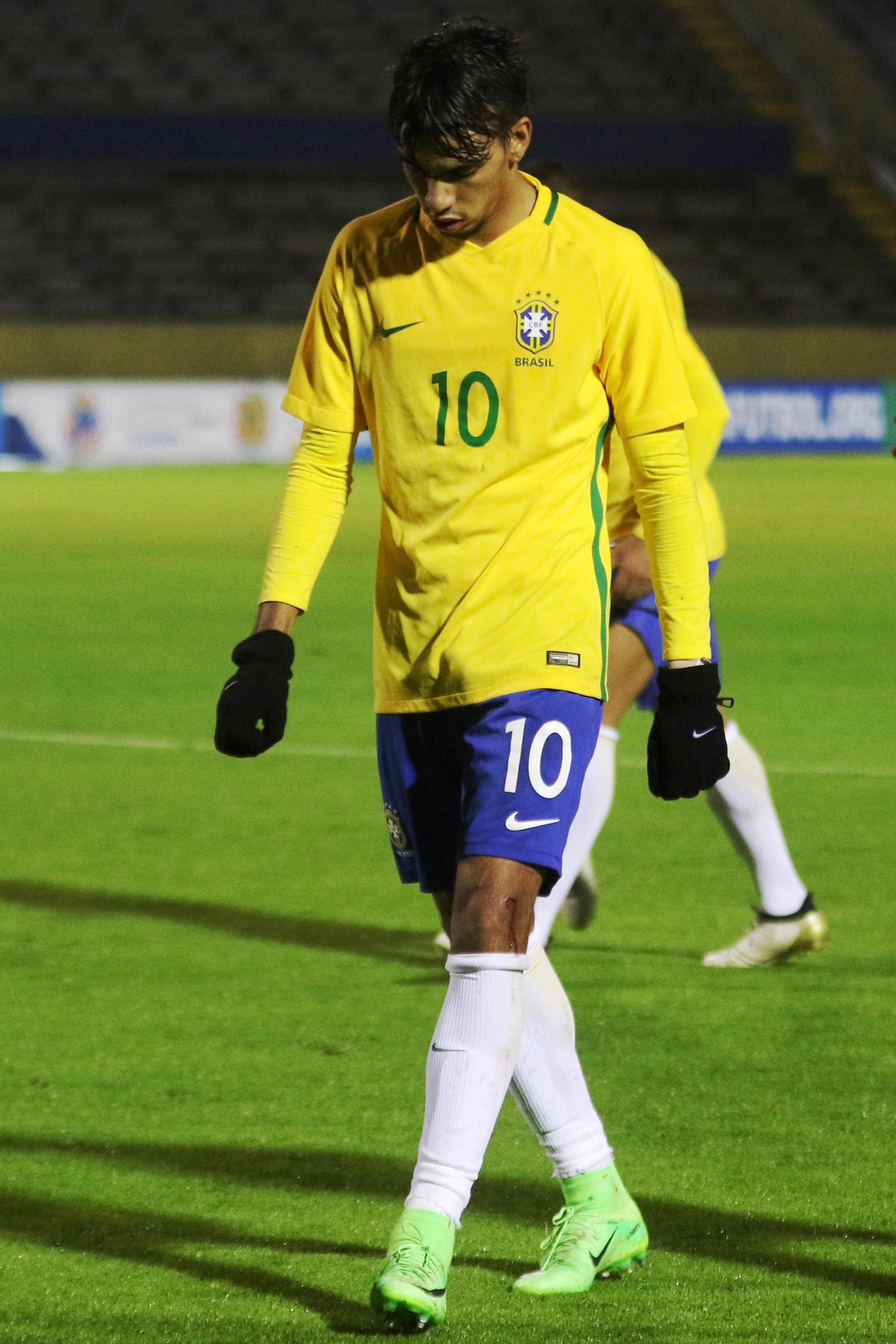
Lucas Paquetá avec les moins de 20 ans face à l'Uruguay.

Lucas Paquetá est convoqué par l'entraîneur de l'équipe du Brésil des moins de 20 ans, Carlos Amadeu, en 2016 pour disputer une série de matchs amicaux. Il connaît sa première cape le 4 septembre 2016 face à l'Angleterre. Lors de ce match, Lucas Paquetá marque son premier but avec la sélection U20 dès la huitième minute de jeu, et se voit ensuite remplacé à la 68e minute de jeu par Caio Monteiro (victoire 2-1 à l'Aggborough Stadium). Il participe au Championnat sud-américain des moins de 20 ans en 2017, où il joue quatre matchs : face à l'Équateur, au Chili, à l'Uruguay et à deux reprises face à la Colombie.
À quelques mois de la Coupe du monde 2018 en Russie, Lucas Paquetá figure dans la liste élargie de 35 joueurs de l'entraîneur de l'équipe A du Brésil, Tite. Il n'est ensuite pas présent sur la liste définitive des 23 joueurs pour le Mondial. Il honora sa première sélection le 8 septembre 2018 lors d'une rencontre amicale contre les USA soldée par une victoire 2-0.
Il participa à sa première compétition internationale lors de la Copa América 2019 où les brésiliens remporteront l'édition face au Pérou en finale. Deux ans plus tard, il participera à la Copa América 2021, où le Brésil n'aura pas la même réussite puisqu'il s'inclinera en finale contre l'Argentine. Durant cette compétition, il inscrit les deux buts permettant au Brésil de se qualifier en demi-finale (1-0 face au Chili) puis en finale (1-0 face au Pérou).[réf. souhaitée]
Le 7 novembre 2022, il est sélectionné par Tite pour participer à la Coupe du monde 2022.  Le 10 mai 2024, il figure dans la liste des joueurs retenus par Dorival Júnior pour participer à la Copa América 2024. 

## Vie privée
Lucas Paquetá s'est marié le 26 novembre 2018 à Rio de Janeiro, avant de s'installer en Italie, avec la nutritionniste Maria Eduarda Fournier. Après s'être rencontrés à Flamengo, où elle travaillait, ils sont sortis ensemble pendant huit mois et se sont fiancés en août 2018. De cette relation, deux garçons sont nés, Benício le 7 avril 2020, et Filippo le 3 mai 2021.

### Suspicion de paris illégaux
Il fait l'objet d'une enquête de la FA après avoir découvert que les proches du joueur avaient parié sur un carton jaune lors du match entre West Ham et Aston Villa. L'affaire est actuellement toujours sous enquête mais l'éventuelle signature de Paquetá par Manchester City n'a pas eu lieu après l'annonce de la nouvelle. Par conséquent, Paqueta n'est pas retenu avec la sélection brésilienne pour affronter la Bolivie et le Pérou en septembre 2023.

## Statistiques détaillées
| Saison                | Club                  | Championnat           | Championnat | Championnat | Championnat | Coupe nationale | Coupe nationale | Coupe nationale | Coupe de la Ligue | Coupe de la Ligue | Coupe de la Ligue | Supercoupe | Supercoupe | Supercoupe | Compétition(s) continentale(s) | Compétition(s) continentale(s) | Compétition(s) continentale(s) | Compétition(s) continentale(s) | Ligue régionale | Ligue régionale | Ligue régionale | Brésil | Brésil | Brésil | Total | Total | Total |
| Saison                | Club                  | Division              | M.          | B.          | P.d.        | M.              | B.              | P.d.            | M.                | B.                | P.d.              | M.         | B.         | P.d.       | Comp.                          | M.                             | B.                             | P.d.                           | M.              | B.              | P.d.            | M.     | B.     | P.d.   | M.    | B.    | P.d.  |
| 2016                  | CR Flamengo           | Série A               | -           | -           | -           | -               | -               | -               | -                 | -                 | -                 | -          | -          | -          | -                              | -                              | -                              | -                              | 2               | 0               | 0               | -      | -      | -      | 2     | 0     | 0     |
| 2017                  | CR Flamengo           | Série A               | 17          | 1           | 1           | 3               | 1               | 0               | -                 | -                 | -                 | -          | -          | -          | CS                             | 9                              | 2                              | 0                              | 8               | 2               | 0               | -      | -      | -      | 37    | 6     | 1     |
| 2018                  | CR Flamengo           | Série A               | 32          | 10          | 2           | 6               | 0               | 2               | -                 | -                 | -                 | -          | -          | -          | CL                             | 7                              | 0                              | 2                              | 11              | 2               | 0               | -      | -      | -      | 56    | 12    | 6     |
| Sous-total            | Sous-total            | Sous-total            | 49          | 11          | 3           | 9               | 1               | 2               | -                 | -                 | -                 | -          | -          | -          | -                              | 16                             | 2                              | 2                              | 21              | 4               | 0               | -      | -      | -      | 95    | 18    | 7     |
| 2018-2019             | AC Milan              | Serie A               | 13          | 1           | 1           | 3               | 0               | 1               | -                 | -                 | -                 | 1          | 0          | 0          | -                              | -                              | -                              | -                              | -               | -               | -               | 6      | 1      | 0      | 23    | 2     | 2     |
| 2019-2020             | AC Milan              | Serie A               | 24          | 0           | 1           | 3               | 0               | 0               | -                 | -                 | -                 | -          | -          | -          | -                              | -                              | -                              | -                              | -               | -               | -               | 5      | 1      | 0      | 32    | 1     | 1     |
| Sous-total            | Sous-total            | Sous-total            | 37          | 1           | 2           | 6               | 0               | 1               | -                 | -                 | -                 | 1          | 0          | 0          | -                              | 0                              | 0                              | 0                              | 0               | 0               | 0               | 11     | 2      | 0      | 55    | 3     | 3     |
| 2020-2021             | Olympique lyonnais    | Ligue 1               | 30          | 9           | 6           | 4               | 1               | 1               | -                 | -                 | -                 | -          | -          | -          | -                              | -                              | -                              | -                              | -               | -               | -               | 10     | 3      | 0      | 44    | 13    | 7     |
| 2021-2022             | Olympique lyonnais    | Ligue 1               | 36          | 9           | 5           | 1               | 0               | 0               | -                 | -                 | -                 | -          | -          | -          | C3                             | 9                              | 2                              | 2                              | -               | -               | -               | 12     | 2      | 1      | 58    | 13    | 8     |
| 2022-2023             | Olympique lyonnais    | Ligue 1               | 2           | 0           | 0           | 0               | 0               | 0               | -                 | -                 | -                 | -          | -          | -          | -                              | -                              | -                              | -                              | -               | -               | -               | -      | -      | -      | 2     | 0     | 0     |
| Sous-total            | Sous-total            | Sous-total            | 68          | 18          | 11          | 5               | 1               | 1               | -                 | -                 | -                 | -          | -          | -          | -                              | 9                              | 2                              | 2                              | -               | -               | -               | 22     | 5      | 1      | 104   | 26    | 15    |
| 2022-2023             | West Ham United       | Premier League        | 28          | 4           | 3           | 2               | 0               | 0               | -                 | -                 | -                 | -          | -          | -          | C4                             | 11                             | 1                              | 4                              | -               | -               | -               | 9      | 2      | 3      | 50    | 7     | 10    |
| 2023-2024             | West Ham United       | Premier League        | 31          | 4           | 6           | 1               | 0               | 1               | 2                 | 0                 | 0                 | -          | -          | -          | C3                             | 9                              | 4                              | 0                              | -               | -               | -               | 8      | 2      | 1      | 51    | 10    | 8     |
| 2024-2025             | West Ham United       | Premier League        | 32          | 4           | 0           | 1               | 1               | 0               | 2                 | 0                 | 0                 | -          | -          | -          | -                              | -                              | -                              | -                              | -               | -               | -               | 5      | 0      | 1      | 40    | 5     | 1     |
| Sous-total            | Sous-total            | Sous-total            | 91          | 12          | 9           | 4               | 1               | 1               | 4                 | 0                 | 0                 | 0          | 0          | 0          | -                              | 20                             | 5                              | 4                              | 0               | 0               | 0               | 22     | 4      | 5      | 141   | 22    | 19    |
| Total sur la carrière | Total sur la carrière | Total sur la carrière | 243         | 41          | 24          | 23              | 3               | 5               | 4                 | 0                 | 0                 | 1          | 0          | 0          | -                              | 45                             | 9                              | 8                              | 21              | 2               | 4               | 55     | 11     | 6      | 392   | 66    | 47    |

### En sélection nationale
| Saison                | Sélection             | Phases finales        | Phases finales | Phases finales | Phases finales | Éliminatoires CDM | Éliminatoires CDM | Éliminatoires CDM | Matchs amicaux | Matchs amicaux | Matchs amicaux | Total | Total | Total |
| Saison                | Sélection             | Compétition           | M              | B              | Pd             | M                 | B                 | Pd                | M              | B              | Pd             | M     | B     | Pd    |
| --------------------- | --------------------- | --------------------- | -------------- | -------------- | -------------- | ----------------- | ----------------- | ----------------- | -------------- | -------------- | -------------- | ----- | ----- | ----- |
| 2018-2019             | Brésil                | Copa América 2019     | 1              | 0              | 0              | -                 | -                 | -                 | 5              | 1              | 0              | 6     | 1     | 0     |
| 2019-2020             | Brésil                | -                     | -              | -              | -              | -                 | -                 | -                 | 5              | 1              | 0              | 5     | 1     | 0     |
| 2020-2021             | Brésil                | Copa América 2021     | 6              | 2              | 0              | 4                 | 1                 | 0                 | -              | -              | -              | 10    | 3     | 0     |
| 2021-2022             | Brésil                | -                     | -              | -              | -              | 10                | 2                 | 1                 | 2              | 0              | 0              | 12    | 2     | 1     |
| 2022-2023             | Brésil                | Coupe du monde 2022   | 4              | 1              | 1              | -                 | -                 | -                 | 5              | 1              | 2              | 9     | 2     | 3     |
| 2023-2024             | Brésil                | Copa América 2024     | 4              | 1              | 1              | -                 | -                 | -                 | 4              | 1              | 0              | 8     | 2     | 1     |
| 2024-2025             | Brésil                | -                     | -              | -              | -              | 1                 | 0                 | 1                 | -              | -              | -              | 1     | 0     | 1     |
| Total sur la carrière | Total sur la carrière | Total sur la carrière | 15             | 4              | 2              | 15                | 3                 | 2                 | 21             | 4              | 2              | 51    | 11    | 6     |

| Buts internationaux de Lucas Paquetá | Buts internationaux de Lucas Paquetá | Buts internationaux de Lucas Paquetá                     | Buts internationaux de Lucas Paquetá | Buts internationaux de Lucas Paquetá | Buts internationaux de Lucas Paquetá | Buts internationaux de Lucas Paquetá | Buts internationaux de Lucas Paquetá | Buts internationaux de Lucas Paquetá |
|                                      | Date                                 | Lieu                                                     | Adversaire                           | Résultat                             | Compétition                          | Notes                                | Notes                                | Sel.                                 |
| ------------------------------------ | ------------------------------------ | -------------------------------------------------------- | ------------------------------------ | ------------------------------------ | ------------------------------------ | ------------------------------------ | ------------------------------------ | ------------------------------------ |
| 1.                                   | 23 mars 2019                         | Estádio do Dragão, Porto, Portugal                       | Panama                               | 1 - 1                                | Match amical                         | 1-0                                  | 32e p. gauche                        | 3e                                   |
| 2.                                   | 19 novembre 2019                     | Stade Mohammed-ben-Zayed, Abou Dabi, Emirats Arabes Unis | Corée du Sud                         | 3 - 0                                | Match amical                         | 1-0                                  | 9e tête                              | 11e                                  |
| 3.                                   | 9 juin 2021                          | Defensores del Chaco, Asunción, Paraguay                 | Paraguay                             | 0 - 2                                | Éliminatoires Coupe du Monde 2022    | 0-2                                  | 90+3e p. gauche                      | 15e                                  |
| 4.                                   | 3 juillet 2021                       | Engenhão, Rio de Janeiro, Brésil                         | Chili                                | 1 - 0                                | Copa América 2021                    | 1-0                                  | 46e p. droit                         | 19e                                  |
| 5.                                   | 6 juillet 2021                       | Engenhão, Rio de Janeiro, Brésil                         | Pérou                                | 1 - 0                                | Copa América 2021                    | 1-0                                  | 35e p. gauche                        | 20e                                  |
| 6.                                   | 12 novembre 2021                     | Arena Corinthians, São Paulo, Brésil                     | Colombie                             | 1 - 0                                | Éliminatoires Coupe du Monde 2022    | 1-0                                  | 72e p. droit                         | 27e                                  |
| 7.                                   | 30 mars 2022                         | Estadio Hernando Siles, La Paz, Bolivie                  | Bolivie                              | 0 - 4                                | Éliminatoires Coupe du Monde 2022    | 0-1                                  | 24e p. gauche                        | 31e                                  |
| 8.                                   | 5 décembre 2022                      | Stadium 974, Doha, Qatar                                 | Corée du Sud                         | 4 - 1                                | Coupe du Monde 2022                  | 4-0                                  | 36e p. droit                         | 38e                                  |
| 9.                                   | 20 juin 2023                         | Estádio José Alvalade XXI, Lisbonne, Portugal            | Sénégal                              | 2 - 4                                | Match amical                         | 1-0                                  | 11e de la tête                       | 42e                                  |
| 10.                                  | 26 mars 2024                         | Santiago Bernabéu, Madrid, Espagne                       | Espagne                              | 3 - 3                                | Match amical                         | 3-3                                  | 90+6e (pen.) p. gauche               | 44e                                  |

## Palmarès
Avec CR Flamengo, il devient champion de Rio de Janeiro en 2017 et remporte la Ligue Europa Conférence en 2023 avec West Ham United.
Avec l'équipe du Brésil, il remporte la Copa América en 2019 et finaliste deux ans plus tard en 2021.
|  |  | CR Flamengo - Campeonato Carioca - Champion : 2017. - Serie A - Vice-champion : 2016 et 2018. - Coupe du Brésil - Finaliste : 2017. - Copa Sudamericana - Finaliste : 2017. |  | AC Milan - Supercoupe d'Italie - Finaliste : 2018. |  | West Ham United - Ligue Europa Conférence - Vainqueur : 2023. |

### En sélection
|  |  | Brésil - Copa América - Vainqueur : 2019. - Finaliste : 2021. |

### Distinctions personnelles
- Trophée du joueur du mois UNFP en octobre 2021[34].
- Membre de l'équipe type de Ligue 1 en 2021[35].
- Trophée Kway de la meilleure célébration du match (Brésil - Pérou) en 2021[36].
- Joueur étranger de l'année du championnat de France de Ligue 1 en 2022[37].